# 马朗 (上索恩省)
马朗（法語：Malans，法語發音：[malɑ̃]）是法国上索恩省的一个市镇，属于沃苏勒区。

## 地理
马朗（47°15'49"N, 5°35'38"E）面积6.75 平方千米，位于法国勃艮第-弗朗什-孔泰大區上索恩省，该省份为法国东部内陆省份，北起顺时针与孚日省、贝尔福地区省、杜省、汝拉省、科多尔省和上马恩省接壤。
与马朗接壤的市镇（或旧市镇、城区）包括：佩姆、达马尔坦-马尔潘、泰尔韦、巴尔莱佩姆。
马朗的时区为UTC+01:00、UTC+02:00（夏令时）。

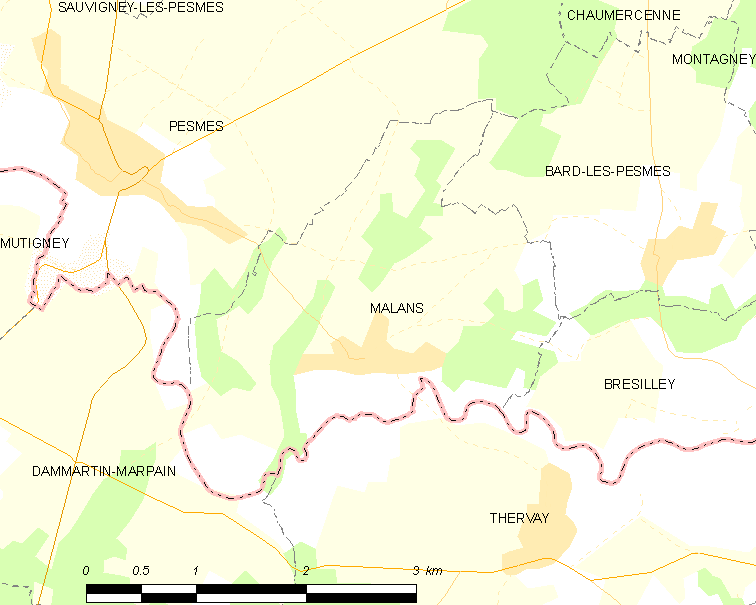
马朗的OSM定位图

## 行政
马朗的邮政编码为70140，INSEE市镇编码为70327。

## 政治
马朗所属的省级选区为马尔奈县。

## 人口

1962-2008年间马朗人口变化图示

马朗于2022年1月1日时的人口数量为136人。